# Lilljusen
Lilljusen är en sjö i Sala kommun i Västmanland och ingår i Dalälvens huvudavrinningsområde. Sjön har en area på 0,111 kvadratkilometer och ligger 67 meter över havet.

## Delavrinningsområde
Lilljusen ingår i det delavrinningsområde (665919-153828) som SMHI kallar för Mynnar i Storsjön. Medelhöjden är 78 meter över havet och ytan är 5,3 kvadratkilometer. Räknas de 3 avrinningsområdena uppströms in blir den ackumulerade arean 17,32 kvadratkilometer. Vattendraget som avvattnar avrinningsområdet har biflödesordning 3, vilket innebär att vattnet flödar genom totalt 3 vattendrag innan det når havet efter 118 kilometer. Avrinningsområdet består mestadels av skog (67 procent) och jordbruk (18 procent). Avrinningsområdet har 0,1 kvadratkilometer vattenytor vilket ger det en sjöprocent på 1,9 procent.